# Tana-Gletscher
Der Tana-Gletscher ist ein 26 km langer Talgletscher in Alaska (USA). 
Der 3,5 km breite Tana-Gletscher bildet einen Auslassgletscher des Bagley Icefield. Er strömt in nordwestlicher Richtung. Er bildet dabei die Trennlinie zwischen Eliaskette im Osten und Chugach Mountains im Westen. Der Jefferies-Gletscher trifft von rechts auf den Tana-Gletscher. Nach 20 km vereinigt sich der Tana-Gletscher mit einem westlichen Tributärgletscher und wendet sich nach Norden. Der Tana-Gletscher endet ungefähr auf einer Höhe von 1000 m. Die Gletscherzunge des Tana-Gletschers speist den Tana River, einen linken Nebenfluss des Chitina River. 